# Moumouni Dagano
Moumouni Beli Dagano (* 1. Januar 1981 in Ouagadougou, Obervolta, heute Burkina Faso) ist ein burkinischer ehemaliger Fußballspieler.

## Karriere
Dagano stammt aus der Jugend des Vereins Stella Club d’Adjamé. Sein Debüt als Profifußballer feierte er bei Étoile Filante Ouagadougou, bei denen er von 1998 bis 2000 spielte. Im Jahre 2000 wechselte er nach Belgien zu Germinal Beerschot Antwerpen, die er 2001 wieder verließ, um zum KRC Genk zu transferieren. Nach fast drei Jahren bei den Genkern unterschrieb er 2003 einen Vertrag über vier Jahre bei EA Guingamp, die zu diesem Zeitpunkt noch in der französischen Ligue 1 spielten. Im Jahre 2004 stieg Dagano mit den Rot-Schwarzen in die zweite französische Liga, die Ligue 2 ab, ehe er 2005 abermals den Verein wechselte und zum FC Sochaux in die Ligue 1 transferierte. Nach knapp vier Jahren beim Fußballklub aus Sochaux transferierte der mittlerweile 27-Jährige im Jahre 2008 nach Katar zum dortigen, in der 1. Division angesiedelten, Al-Khor Sports Club. Zur Saison 2010/11 wechselte er innerhalb der Qatar Stars League zu Al-Sailiya. Es folgten vier weitere Clubs im Land, zuletzt spielte er bei seinem Karriereende 2016 für Qatar SC.

### Burkinische Nationalmannschaft
Dagano kam für das A-Nationalteam seines Heimatlandes bei der Fußball-Afrikameisterschaft 2004 in Tunesien zum Einsatz, wo er mit der Mannschaft nach drei absolvierten Spielen mit einem einzigen Punkt aus einem Remis, als Letzter der Gruppe B aus dem Bewerb ausschied. Beim Qualifikationsturnier zur Fußball-Weltmeisterschaft 2010 erzielte er für die Mannschaft seines Heimatlandes insgesamt 12 Tore, wodurch er zum Torschützenkönig aufstieg (gleichrangig mit Osea Vakatalesau von den Fidschi-Inseln). Von 2001 bis 2013 absolvierte Dagano insagemsamt 68 Länderspiele, in denen er 31 Tore erzielte.

## Erfolge
- Burkinischer Pokalsieger: 2002
- Belgischer Meister: 2002
- Ebbenhouten Schoen: 2002
- Französischer Pokalsieger: 2007
- Katarischer Meister: 2012